# 馬丁·馬奎斯
馬丁·馬奎斯（Martin Marquez，1963年10月8日—）是英國的一位演員。他最著名的角色是在英國喜劇電視劇巴比倫酒店中飾演Gino Primirola角色。他還參加過東區人的演出。